# Rudolf Barák
Rudolf Barák (11. května 1915 Blansko – 12. srpna 1995 Praha) byl český a československý politik Komunistické strany Československa, funkcionář státní správy na všech stupních postupně od roku 1945, od roku 1954 poslanec Národního shromáždění ČSR a Národního shromáždění ČSSR a člen vlády Československa od roku 1953. Počátkem šedesátých let 20. století odstraněn z politických funkcí a uvězněn v důsledku mocenského boje v KSČ.

## Biografie
Narodil se v Blansku 11. května 1915 do dělnické rodiny. Jeho otec pracoval jako kovář v továrně a matka byla dělnicí v cihelně. V Blansku vychodil obecnou a měšťanskou školu. V letech 1930–1934 se vyučil typografem v místní obchodní tiskárně. Do roku 1937 pracoval v tiskárně a příležitostně dělal veřejně prospěšné práce, když byl nedostatek pracovních míst v důsledku hospodářské krize. V roce 1935 byl Rudolf Barák údajně odsouzen k šesti týdnům vězení za tisk letáků pro organizaci KSČ v Brně-Juliánově. V letech 1937–1939 vykonával základní vojenskou službu. Sloužil u pěchoty a absolvoval poddůstojnickou školu. Když přišla demobilizace měl hodnost desátníka. Poté pracoval jako pomocný dělník, později soustružník v továrně Škoda v Adamově.
V roce 1941 se oženil. Během deseti let se stal otcem tří dětí. Krátce před koncem války se údajně stal tajemníkem ilegálního revolučního národního výboru v Blansku a již v době okupace (nejpozději v květnu 1945) se měl stát členem KSČ. Od 30. let do roku 1945 byl významným moravským sportovcem DTJ, za protektorátu pak Moravské Slavie (sprint, skok o tyči).
Po roce 1945 zastával četné funkce ve státní správě a v KSČ – nejdřív jako bezpečnostní referent ONV v Boskovicích, člen rady tamtéž, od 1. 1. 1949 předseda ONV v Blansku, člen KV KSČ v Brně, od roku 1951 předseda KNV v Brně. Celostátní konference KSČ v prosinci 1952 ho zvolila kandidátem Ústředního výboru Komunistické strany Československa. X. sjezd KSČ v roce 1954 ho zvolil členem ÚV KSČ a ve funkci ho v roce 1958 potvrdil XI. sjezd KSČ. V období červen 1954 – únor 1962 byl navíc členem politbyra – později předsednictva ÚV KSČ.

### Ministrem vnitra
Působil i na různých vládních funkcích. V období březen – září 1953 byl náměstkem předsedy vlády ve vládě Viliama Širokého, pak se stal ministrem vnitra v téže vládě (od března 1953 vedené Viliamem Širokým). V publikaci Kdo byl kdo v našich dějinách 20. století se uvádí, že se „podílel jak na všech formách komunistického teroru, tak na zdržování rehabilitací těch, kteří byli postiženi politickými procesy první poloviny 50. let.“ Barák zároveň už před polovinou 50. let vedl komisi pro přehodnocování některých právních a kádrových rozhodnutí z prvních let komunistického režimu (tzv. Barákova komise). Komisi ustavilo Politické byro ÚV KSČ 10. ledna 1955. 5. dubna 1956 byl Barák jmenován i do speciální komise C, která měla prošetřit i proces s Rudolfem Slánským. Barákova komise pracovala do září 1957. Výsledkem její činnosti bylo zmírnění trestu nebo podmínečné propuštění u desítek vězněných osob. V případě procesu se Slánským nedošlo k celkové revizi jeho oprávněnosti.
Ministerský post si Barák udržel i v následující druhé vládě Viliama Širokého (v ní byl v letech 1959–1960 navíc jejím místopředsedou). Ministrem vnitra i místopředsedou kabinetu zůstal i ve třetí vládě Viliama Širokého až do roku 1961. Od července 1961 do února 1962 ještě v tomto kabinetu působil jako předseda Vládní komise pro národní výbory.
Ve volbách roku 1954 byl zvolen do Národního shromáždění za KSČ ve volebním obvodu Blansko. Znovu byl zvolen ve volbách roku 1960 (nyní již jako poslanec Národního shromáždění ČSSR za Jihomoravský kraj, podílel se na projednání ústavy ČSSR v roce 1960). V parlamentu setrval do února 1962, kdy byl zbaven poslaneckého křesla.
Měl pověst nedogmatického, téměř až liberálního člověka, otevřeného novým myšlenkám, ale vždy si dával pozor, aby svým jednáním nevystoupil mimo rámec ideologie odpovídající tehdejšímu systému. Občas podpořil sporné divadelní představení, stýkal se se sportovci a umělci. Stal se na tehdejší podmínky mecenášem umění. Podporoval malíře a pomáhal jim řešit existenční problémy. Sbíral obrazy, které buď dostával darem nebo je nakupoval od umělců či v galeriích nebo prostřednictvím akcí StB. V rámci svého mocenského postavení „patrioticky“ podporoval svou domovinu – Blansko. I do funkcí svých podřízených si často vybíral své krajany.

### Kariérní pád
Jeho politická kariéra prudce skončila počátkem 60. let. V lednu 1962 byl obviněn ze zpronevěry 200 000 korun, zatčen, zbaven všech funkcí a v únoru 1962 vyloučen z KSČ. Dne 3. dubna 1962 politické byro komunistické strany rozhodlo, že zákulisní boj Baráka s Antonínem Novotným nebude řešen jako politický případ, ale jako kriminální čin. Barák byl proto odsouzen za sabotáž k 15 letům vězení. Pro podílnictví a nadržování byli poté odsouzeni i jeho manželka a oba synové k trestům odnětí svobody. V roce 1968 jeho rozsudek Nejvyšší soud zrušil jako nezákonný. Městská prokuratura v Praze následně prováděla v Barákově věci nové šetření; v říjnu 1969 vyšetřovatel trestní stíhání zastavil. Na podnět Generální prokuratury ovšem Nejvyšší soud toto rozhodnutí zrušil. Historik Karel Kaplan tvrdí, že v květnu 1974 uzavřela Generální prokuratura případ konstatováním, že Barákovo jednání „neslo všechny skutkové znaky trestného činu rozkrádání majetku v socialistickém vlastnictví, páchaného formou zpronevěry, případně podvodu.“ Podle obsahu usnesení federálního generálního prokurátora Jána Feješe se ovšem toto tvrzení týká pouze nakládání s nelegálním fondem rozvědky – výnosů jejích prozrazených legalizačních zahraničních firem. Tímto usnesením bylo Barákovi odňato nejen právo odvolat se, ale i právo na spravedlivý proces. Rozsudky nad členy rodiny zůstaly v platnosti. Barák se do politického života v nové politické konstelaci – ani za pražského jara, ani v husákovské normalizaci – nesměl vrátit.

## Mecenáš a sběratel umění
Rudolf Barák zařídil z fondu ministerstva roku 1957 byt pro Otakara Kubína, od kterého získal darem dva obrazy. Kubín pro něj maloval také kopie starých mistrů - Giorgioneho Venuši nebo Tizianův Únos Europy. Roku 1957 se Barák seznámil s Janem Zrzavým a koupil od něj za 20 000 Kč menší variantu Kleopatry. V následujícím roce také pro něj zařídil výměnu bytu, když původní majitelce bytu na Nových zámeckých schodech č. 6 poskytl z fondu ministerstva jiný byt. Poté koupil od Zrzavého malbu Přístav v Bretagni z roku 1948, ke které dostal darem Západ slunce na Jadranu od Bohumila Kubišty. Další díla získal jako dary nebo příležitostně z různých akcí Státní bezpečnosti nebo Hlavní správy tiskového dohledu (cenzury).
V době Barákova odsouzení a konfiskace majetku čítala jeho sbírka asi stovku prací, z nichž kolem 40 převzala Národní galerie. Byli v ní zastoupeni Antonín Chittussi, Václav Špála, Bohumil Kubišta, Václav Rabas, Ludvík Kuba, Otakar Kubín, Jan Slavíček, Emil Filla, Antonín Procházka, Rudolf Kremlička, Josef Čapek, Josef Lada, Jan Zrzavý, Max Švabinský, Karel Svolinský, ad. Nejcennějším obrazem sbírky byla Šedá hlava Pabla Picassa. Tu původně koupil roku 1946 na výstavě Španělů v Mánesu brněnský sběratel Václav Dvořák a od něj roku 1959 pod cenou, těsně před konfiskací Dvořákovy sbírky, agent Státní bezpečnosti, který obraz vyvezl ilegálně do zahraničí. Barákovi se s vynaložením financí i za pomoci aparátu StB podařilo vrátit dílo do Československa. Sbírku se pokusil neúspěšně získat zpět sám Barák po roce 1968 a poté i jeho dědicové, naposled roku 2008.